# Robert Carson Allen
Robert Carson Allen (Salem, 10 gennaio 1947) è uno storico britannico.

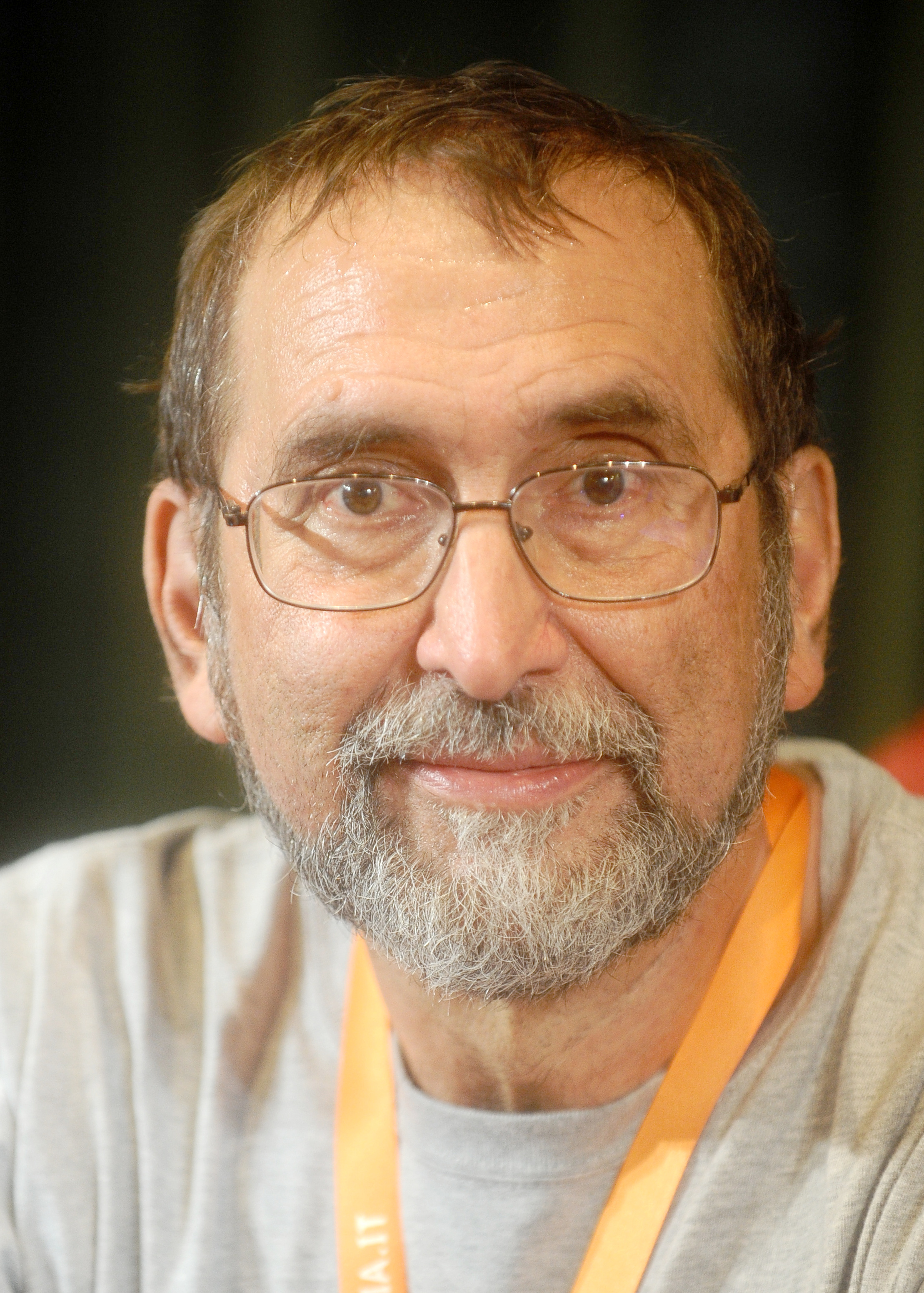
Bob Allen al Festival dell'Economia di Trento nel 2018

Dopo aver insegnato fino al 2013 storia economica presso il Nuffield College dell'Università di Oxford, è ora Global Distinguished Professor of Economic History presso la New York University, Abu Dhabi.
Si è principalmente occupato di sviluppo economico, disuguaglianza, storia dell'ambiente, cambiamento tecnologico e politiche pubbliche.

## Opere tradotte
- La rivoluzione industriale inglese. Una prospettiva globale; Bologna, il Mulino, 2009
- Storia economica globale; Bologna, il Mulino 2011